# La novia (película de 1955)
La novia  es una película en blanco y negro de Argentina dirigida por Alberto D'Aversa sobre el guion de César Tiempo que se produjo en 1955 pero no fue terminada. Tenía como protagonistas a Mario Cabré, Noemí Laserre, Vicky Astori y Guillermo Battaglia. En octubre de 1955 se estaba filmando y luego devino el filme Los hampones estrenado en 1961.

## Reparto
- Mario Cabré
- Noemí Laserre
- Vicky Astori
- Guillermo Battaglia